# Gustave Vautrey
Émile Henri Gustave Vautrey (Paris, 22 juin 1855 - Nice, 30 décembre 1923) est un auteur dramatique et poète français.

## Biographie
Chef de bureau à la Préfecture de la Seine et chef adjoint au Conseil de Paris, ses pièces ont été représentées au Théâtre de l'Odéon et au Théâtre de Paris.
Il est fait chevalier de la Légion d'honneur le 29 octobre 1898.

## Œuvres
- L'Obole du voleur, poésie, 1877
- Barcarolle !, poésie, 1878
- Le Mariage de Racine, comédie en 1 acte, en vers, avec Guillaume Livet, 1882
- Avant la pièce, prologue en vers, 1887
- Ode au général Margueritte, 1894